# 井崎英典
井崎 英典（いざき ひでのり、1990年3月 - ）は、日本のバリスタ、コーヒーエヴァンジェリスト。第15代ワールド・バリスタ・チャンピオン、株式会社QAHWA（カフア）代表取締役。バリスタハッスルジャパン共同代表。コスタリカ・サンホセ州、サンタ・マリア・デ・ドータ名誉市民。

## 経歴
福岡県生まれ。
中学時代に始めたバドミントンのスポーツ特待生として高等学校に進学。中退後、父親の経営するコーヒー店ハニー珈琲(福岡市)で16歳から仕事に関わりながら、通信制高等学校に通い、大検を取得。ハニー珈琲で働く中でバリスタの魅力に目覚め、若干17歳でJBC(Japan Barista Championship)に初出場。平成生まれのバリスタとして話題になる。次の年、大学浪人時代にも出場して決勝まで進出し、周囲を驚かせる。
2009年、法政大学国際文化学部国際文化学科に入学と同時に、株式会社丸山珈琲に入社。大学の講義に出席しながら、週末や長期休暇に長野県小諸市の店舗まで都内から通勤。JBC(Japan Barista Championship)にも挑戦し続ける。
株式会社丸山珈琲在籍時にJBC2連覇、2014年にイタリアのリミニで開催されたワールド・バリスタ・チャンピオンシップ (WBC) において、アジア人選手のバリスタとして史上初、日本人初の優勝を果たす。同大会の日本人優勝者は現在まで唯一。
世界一のバリスタの称号を得たあとも、そこに甘んじることなくコーヒーコンサルタント、そして上場を目指す会社の立ち上げと、新たな挑戦をし続けている。それは「コーヒーと共にある時間は幸せである、そしてそのコーヒーが美味しければその時間は平和なものになる」…この想いが井崎英典の根底にあり、自分だけがベストを目指すのではなく、周りのベストを引き出せるという強みを生かし、日本、そして世界をコーヒーの力で変えていこうと志す。
現在は年間200日以上を海外で過ごしつつ、コーヒーコンサルタントとして「Brew Peace」というマニフェストを掲げグローバルに活動している。「Brew Peace」とはコーヒーのある幸せな時間を意味し、井崎自身も「美味しいコーヒーがある素敵なコーヒーブレイクのクリエイション」をテーマにコーヒー業界に留まらない様々なブランドとコラボレーションを続けている。ヨーロッパやアジアを中心に、コーヒー関連機器の研究開発、小規模店から大手チェーンまで幅広く、商品開発からマーケティングまで一気通貫したコンサルティングを行っている。
2021年4月より、WAGYUMAFIAの浜田寿人と共に株式会社COJを立ち上げ、世界中のVVIP向けにコーヒー豆の販売やプロデュース、大人気イベント「妄想喫茶」を開催。
2022年12月には、たった４席しかない完全予約制のコーヒーバー「珈空暈（コクウン）」をオープン。Coffee Omakaseをテーマに、世界でここでしか体験できないコーヒーのフルコースを提供している。
そして2023年7月、連続起業家の河村征治と株式会社ステファニーを創業し、コーヒーグラニータと焼き立てカヌレのお店「Stephanie cannelé and coffee granita」を渋谷ストリームにオープン。

## 活動実績＿日本
- 2015年8月、不二家 カントリーマアム・ホームパイ リニューアルキャンペーン「ていねいなひとときキャンペーン」オリジナルブレンドの珈琲プロデュース[6]。
- 2016年1月、株式会社丸山珈琲を退職し[7]、2月にコーヒーに関する教育・製品開発・コンサルティングなどを行う、SAMURAI COFFEE EXPERIENCEを設立[8]。フィラデルフィアクリームチーズを使ったエアーチーズケーキのプロデュース[9] を行う。9月、サラヤ株式会社から自身の考案した珈琲専用甘味料「ラカント バリスタセレクト[10]」発売。
- 2017年5月、ホテルオークラ東京『第17回 大使、大使夫人による10ヵ国のガーデニング in Okura』「コーヒーを通して見つけるコスタリカの魅力」ワークショップ開催[11]。
- 2017年～2021年の間、日本法人・株式会社グループセブジャパンのティファール（T-fal）ブランドに広告出演する。
- 2018年1月、日本マクドナルド、カフェラテ初の全面リニューアル『新生ラテ』の完全監修を行う[12]。
- 2018年5月、日本マクドナルド、『プレミアムローストアイスコーヒー』リニューアルの完全監修を行う。
- 2019年1月、株式会社QAHWA（カフア）設立。コーヒーコンサルタントとしてBrew Peaceのマニフェストを掲げてグローバルに活動。ヨーロッパやアジアを中心に、コーヒー関連機器の研究開発、小規模店から大手チェーンまで幅広く商品開発からマーケティングまで一気通貫したコンサルティングを行う。
- 2020年7月、北海道知床でホテル運営をしている北こぶしリゾートの創業60周年記念に、オリジナルブレンドコーヒーを開発・監修。ホテルでのアート業を展開する同ホテルとコラボレーションし、知床をイメージした５種類のドリップコーヒー『KITAKOBUSHIドリップコーヒー』は、ホテルでの客室提供他、ホテル内ショップやオンラインショップでも販売。
- 2021年9月、カルビー株式会社にてフルグラ®ビッツに合うオリジナルブレンドコーヒーを開発し、同コーヒーとセットになった『フルグラ®ビッツ×コーヒーセット』を、カルビー公式オンラインショップ「カルビーマルシェ」にて数量限定販売。
- 2022年10月、LIFULL社によるプロジェクト「EARTH CUISINE」において、コーヒー廃材を活用したシロップを使ったスペシャルコラボメニューを共同開発。
- 2022年7月、食のプロの育成専門スクール、レコールバンタンの生徒が運営する「GENKAI CAFE」のメニューを監修。

## 活動実績＿海外
- 2015年、オーストラリアのササ・セスティックからコーチを依頼され、彼をWBC優勝に導く。
- 2015年、イタリアの老舗エスプレッソメーカーであるSimonelli Group（シモネリ・グループ）に、テクニカルコンサルタントとして協力。
- 2016年、韓国最大のF&BカンパニーであるSPC社に、コーヒー部門の教育を中心としたコンサルティングを行う。
- 2017年、中国発祥の喫茶店・コーヒーチェーン店であるLUCKIN COFFEE（ラッキンコーヒー）に、チーフコーヒーコンサルタントとして協力。商品開発から品質管理、広告に至るまで寄与し、ナスダック市場最速の上場達成を果たす。
- シンガポール発オーツミルクブランド、OATSIDEにてコンサルタント兼グローバルアンバサダーを務める。

## 賞歴
- 2012年、JBC(Japan Barista Championship)初優勝[3]。
- 2013年、JBC2連覇[3]。
- 2014年、WBC(World Barista Championship)リミニ大会で、アジア人初の優勝[2][3]。

この時使用したコーヒー豆が、コスタリカ・タラス地方のコーヒーだったこともあり、コスタリカ・サンホセ州、サンタ・マリア・デ・ドータ名誉市民を授与される。

## メディア出演
- NEWS ZERO ZEROhuman バリスタ 井崎英典（日本テレビ、2014年7月14日）
- ジョブチューン 日本全国から超一流の職人たちが大集結！職人SP第2弾！（TBS、2015年1月24日）
- EXILEカジノJP シグネチャービバレッジ 創作珈琲対決 EXILE TETSUYA VS 井崎英典（フジテレビ、2015年3月11日）

- COOL JAPAN 発掘 かっこいいニッポン！ 喫茶店（NHK BS1、2015年10月4日）
- Fresh Faces 〜アタラシイヒト〜（BS朝日、2017年7月22日）
- SARAYA ENJOY! NATURAL STYLE（J-WAVE、2017年11月12日）
- 逆転人生 高校中退 おちこぼれがバリスタ世界一に！（NHK総合テレビジョン、2019年9月23日）
- 有馬隼人とらじおと山瀬まみと（TBSラジオ、2020年1月10日）
- Blue Ocean（TOKYO FM、2020年1月13日）
- The Trad（TOKYO FM、2020年1月21日）
- 嵐にしやがれ（日本テレビ、2020年2月1日）
- MAKE MY DAY（J-WAVE、2020年2月23日）
- TOKYO MORNING（J-WAVE、2020年5月6日）
- THE DAYS（ニッポン放送、2020年5月13日）
- 1Hセンス（フジテレビ、2020年5月31日）
- 逆転人生（NHK、2020年6月15日、再編集版）
- バカリズムの大人のたしなみズム（BS日テレ、2020年7月11日、ドリップコーヒー編）
- バカリズムの大人のたしなみズム（BS日テレ、2020年9月26日、エスプレッソ編）
- 櫻井・有吉のTHE夜会（TBS、2021年2月4日）
- あさナビ（ニッポン放送、2021年2月8-12日）
- おはよう日本（NHK、2021年4月26日）
- あさチャン（TBSテレビ、2021年5月6日）
- おはよう日本（NHK、2021年5月10日）
- DHC Lifestyle Council（CROSS FM、2021年5月24-28日）
- ラジオ深夜便（NHKラジオ、2021年5月25日）
- THE EXPERIENCE（J-WAVE、2021年6月6日）
- ニノさん（日本テレビ、2021年6月27日）
- バカリズムの大人のたしなみズム（BS日テレ、2021年7月22日、アレンジドリンク編）
- Seasoning（InterFM、2021年11月10,17,24日）
- その道のプロがどんなガジェットを使っているか知りたくて勝手にお邪魔してみました。（BSフジ、2022年1月2日）
- 伊集院光とラジオと（TBSラジオ、2022年2月24日）
- 週末極楽旅（BS日テレ、2022年3月23日）
- ゆるっと！グラブル格付けチェック 2022年春スペシャル（Youtubeグランブルーファンタジー公式チャンネル、2022年4月30日）
- ＃てれふく～福岡のスゴかもん学び隊2～（NHK福岡、2022年5月20日）
- エル・グルメ(ELLE gourmet)「The Best Ways to Brew Coffee」特集記事監修（2022年06月06日発売）
- GIFT 未来への贈り物（TBSラジオ、2022年6月20-24日）
- 男の隠れ家（デジタル版） (2022年9月16日）
- Perfect Daily Grind（2023年1月9日）
- アフター6ジャンクション『BEYOND THE CULTURE』（TBSラジオ、2023年3月15日）
- 大竹まことゴールデンラジオ！『大竹メインディッシュ』（文化放送、2023年5月17日）
- 珈空暈（コクウン）特集記事 （ロサンゼルス・タイムス、2023年5月19日）
- 行列のできる相談所（日本テレビ、2023年5月28日）
- TOKYO MORINING RADIO『MORNING INSIGHT』（J-WAVE、2023年7月11日）
- カフェレス 2023年夏秋号　特集記事【私たちはコーヒーの価格を上げられるか】（旭屋出版、2023年7月19日発売）

## 書籍
- ワールド・バリスタ・チャンピオンが教える　世界一美味しいコーヒーの淹れ方（ダイヤモンド社、2019年12月）
- 理由がわかればもっとおいしい！コーヒーを楽しむ教科書（監修）（ナツメ社、2020年1月）
- カフェの経営について私が学んだこと（監修）（2021年3月　※デジタル配信のみ）
- 世界一のバリスタが書いた　コーヒー1年生の本（宝島社、2021年11月）
- 世界のビジネスエリートは知っている 教養としてのコーヒー（ソフトバンククリエイティブ社、2023年3月）